# Alia
Alia ist eine italienische Gemeinde der Metropolitanstadt Palermo in der Autonomen Region Sizilien mit 3241 Einwohnern (Stand 31. Dezember 2023).

## Lage und Daten
Alia liegt 77 Kilometer südöstlich von Palermo. Die Einwohner leben hauptsächlich von der Landwirtschaft und vom Handwerk.
Die Nachbargemeinden sind Caccamo, Castronovo di Sicilia, Montemaggiore Belsito, Roccapalumba, Sclafani Bagni und Valledolmo.

## Geschichte
Während der arabischen Herrschaft auf Sizilien wurde das Feudal Lalia gegründet. Aus diesem gingen die Feudalhäuser Yhale, Gurfa, Ottumarano und Kharse hervor.
Im Jahre 1296 wird das Vermögen des Hauses Yhale an den Feudalherrn von Lalia übertragen. 1366 wird das Feudalhaus von Lalia und der dazugehörende Grund von Reinaldo Crispo da Messina aufgekauft, das Land wurde bewirtschaftet und das Haus blieb für Jahre unbewohnt. 1408 wird das Feudalhaus wieder bewohnt.
1537 wird das Lehensgut von Vincenzo Imbarbara übernommen, 1568 wiederum von Giovanni Crispo e Villarant Baron von Prizzi, 1600 von Pietro Celestri Markgraf von Santa Croce. 1617 wird Donna Francesca Cifuentes (verwitwete Celestri), Baronin von Lalia, vom spanischen König Philipp III. bekommt sie, auf ihr Gesuch, das Gut zu kolonisieren, die Bewilligung, Häuser, Gefängnis und Kirchen zu bauen, den obersten Befehlshaber, Kapitän, Richter und andere Offiziere zu ernennen. Dies ist die Geburtsstunde von Alia.
1820 gibt es einen Aufstand der Kohlearbeiter gegen die Bourbonen, der zur Erstürmung des Distrikt-Richters und der Zerstörung der notariellen Beurkundungen führt. 1848 gibt es einen Volksaufstand, der zur Verbrennung der Gesetzbücher von Alia führt. 1857 wird der Ort an den Prinzen von Sant’Elia übertragen.
Am 2. August 1862 macht Giuseppe Garibaldi in Alia halt, auf dem Weg, Italien zu vereinen.
Filippo Cortesi, Erzbischof und Diplomat des Heiligen Stuhls, wurde 1876 in Alia geboren.

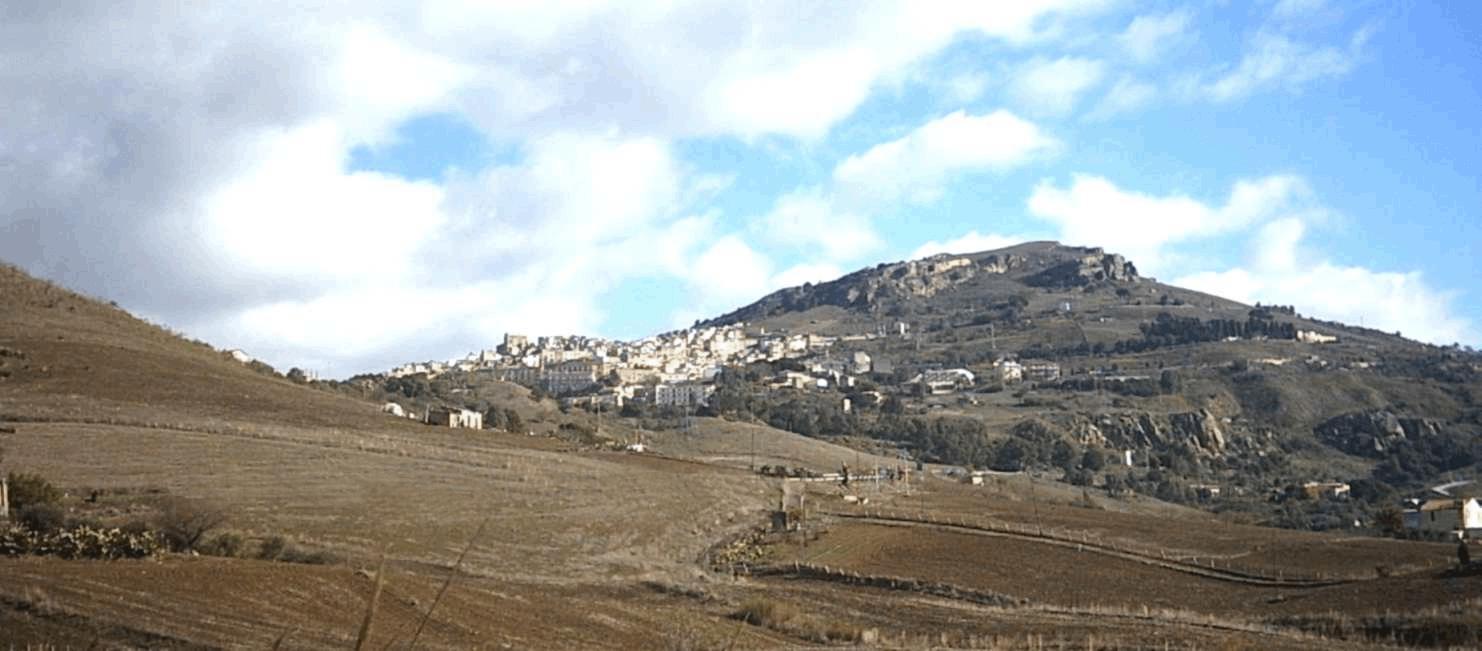
Alia

## Sehenswürdigkeiten
- Kirche Santa Rosalia aus dem 19. Jahrhundert, hier stand schon früher eine christliche Kirche
- Pfarrkirche aus dem 17. Jahrhundert, später wurden die Seitenschiffe hinzugefügt. Die Kirche ist der Gnadenmutter geweiht
- Gurfa-Grotten (Grotte della Gurfa), aus dem Altertum, in den Fels geschlagene Behausungen oder Gräber